# Adolphe Lebaudy
 (octobre 2019).
Pour les autres membres de la famille, voir Famille Lebaudy.
Adolphe Lebaudy, né le 14 février 1804 à Paris et mort le 7 mai 1875 à Boulogne-sur-Mer, est un financier français.

## Biographie
Son père, Jean Lebaudy (1776-1847), fonde la raffinerie de sucre Lebaudy à La Villette. Oncle de Gustave Lebaudy, Adolphe Lebaudy épouse la fille de Charles Derosne.
Il fonde avec ses frères une maison de commerce en 1825, dont l'activité comprend la banque, la commission, la fourniture aux hôpitaux maritimes et l'exploitation de la sucrerie de La Villette.
En 1836, il rachète les Forges de Basse-Indre avec Riant Frères et Poupillier. Il se rapproche à cette occasion de la branche nantaise de la famille Goüin, fidèles appuis des forges de Basse-Indre par l'intermédiaire des frères Jules et Édouard Goüin, banquiers de Thomas Dobrée.
En association avec les frères Goüin, il se lance  dans le projet de fonder une banque similaire à celle qu'essaye de mettre en place Jacques Laffitte, consistant en une « grande banque pour le commerce et l’industrie ». Mais la Caisse Goüin et Lebaudy se voit refuser par la Banque de France « le droit d’émettre des billets à ordre ». 
Laffitte, recherchant des partenaires financiers pour sa nouvelle banque, se tourne alors vers Lebaudy, qui devient ainsi en 1836 l'un des trois associés gérants de la Caisse générale du commerce et de l'industrie, aux côtés de Jacques et Martin Laffitte.
En 1843, il fonde la Compagnie royale des Antilles pour la fabrication du sucre, au capital de 6 millions, en association notamment avec Laffitte et la Banque Gouin de Tours. La construction de quatre « usines centrales » à la Guadeloupe est achevée en 1845.
Au décès de Laffitte, en 1844, dont il est l'exécuteur testamentaire, la Caisse générale du commerce et de l'industrie cherche alors un successeur pour reprendre la direction. Il réussit à convaincre Alexandre Goüin, après un premier refus, de finalement en prendre la tête à la suite de Laffitte.
Il est l'un des principaux actionnaires de la Filature rouennaise de lin et de chanvre (La Foudre) fondée par son frère Louis en 1845.

## Sources
- Virginie Monnier, Jacques Laffitte: Roi des banquiers et banquier des rois, Peter Lang, 2013
- Christian Schnakenbourg, Histoire de l'industrie sucrière en Guadeloupe aux XIXe et XXe siècles, L'Harmattan, 1980
- Maurice Lévy-Leboyer, Les banques européennes et l'industrialisation internationale dans la première moitié du XIXe siècle, PUF, 1964
- Jean Lambert-Dansette, Histoire de l'entreprise et des chefs d'entreprise en France: Le temps des pionniers (1830-1880). Naissance du patronat, L'Harmattan, 2002
- Jean Lambert-Dansette, Genèse du patronat: 1780-1880, Hachette, 1991
- Jacques Fierain, Les raffineries de sucre des ports en France : XIXe - début de XXe siècles, Arno Press, 1977
- Marie-Paule Halgand, Jacques Guillaume, Basse-Loire: une histoire industrielle, MeMo, 2007